# قاو تيانيو
قاو تيانيو هو لاعب كرة قدم صيني، ولد في 2001 في الصين. لعب مع جيجيانغ غرينتاون.

## وصلات خارجية
- قاو تيانيو على موقع رابطة كرة القدم اليابانية للمحترفين (اليابانية)
- قاو تيانيو على موقع قاعدة بيانات كرة القدم.إي يو (الإنجليزية)
- قاو تيانيو على موقع قاعدة بيانات كرة القدم.إي يو (الإنجليزية)
- قاو تيانيو على موقع Soccerway.com (الإنجليزية)
- قاو تيانيو على موقع عالم كرة القدم.نت (الإنجليزية)